# Milton Leyendeker
Milton Leyendeker (Maciel, provincia de Santa Fe, Argentina; 8 de marzo de 1998). Juega de defensor y su equipo actual es Agropecuario de la Primera Nacional. 

## Carrera

### Newell's Old Boys
Leyendeker se formó en las inferiores de Newell's Old Boys y debutó profesionalmente en la victoria por 0-1 sobre Palestino, encuentro jugado por la Copa Sudamericana. Por el torneo local debutó cinco días más tarde en lo que sería empate a 1 entre la Lepra y Sarmiento de Junín.

### Agropecuario
En 2022, Leyendeker es prestado a Agropecuario, equipo de la Primera Nacional. Debutó en el Sojero el 18 de febrero en la derrota 0-1 contra Estudiantes de Río Cuarto, ingresando a falta de 5 minutos por Stefano Callegari.
El 10 de agosto de 2022 en un partido por Copa Argentina contra Boca Juniors realizó una falta sobre el jugador Exequiel Zeballos que le causaría una lesión del ligamento deltoideo y avulsión del maléolo posterior del tobillo derecho.

## Estadísticas

### Clubes
- Actualizado hasta el 8 de octubre de 2022.

| Newell's Old Boys Argentina | 1.ª                 | 2021                | 4  | 0 | 2 | 0 | 4 | 0 | 6  | 0 | 0,00 |
| Newell's Old Boys Argentina | Total club          | Total club          | 0  | 0 | 2 | 0 | 4 | 0 | 6  | 0 | 0,00 |
| Agropecuario Argentina | 2.ª                 | 2022                | 21 | 0 | 2 | 0 | - | - | 23 | 0 | 0,00 |
| Agropecuario Argentina | Total club          | Total club          | 21 | 0 | 2 | 0 | - | - | 23 | 0 | 0,00 |
| Total en su carrera | Total en su carrera | Total en su carrera | 21 | 0 | 4 | 0 | 4 | 0 | 29 | 0 | 0,00 |
| (1) Las copas nacionales se refiere a la Copa Argentina y a la Copa de la Liga Profesional. (2) Las copas internacionales se refiere a la Copa Libertadores y a la Copa Sudamericana. (3) Media de goles por encuentro. No incluye goles en partidos amistosos. |                     |                     |    |   |   |   |   |   |    |   |      |